# Tis u Pasečanů
Tis u Pasečanů, také známý jako Tis v Podťatém, je památný strom, nejmohutnější tis na Karlovsku, ke kterému se váže několik místních pověstí.

## Základní údaje
- výška: 10 m (1931)[2]
- obvod: 220 cm (průměr 70 cm, 1931),[2] 258 cm,[3] 270 cm (2003)[1]
- výška kmene: 80 cm (1931)[2]
- výška koruny: 8 m (1931)[2]
- šířka koruny: 8 m (1931)[2]
- věk: 700–800 let (1931),[2] 300 let (2001)[4]

Strom stojí v lesním porostu několik set metrů od Podťatého potoka.

## Stav stromu a údržba
Tis byl odborně popsán přírodopiscem Adolfem Gustavem Říčanem roku 1931. Říčan již tehdy doporučil (i pro další staré tisy v okolí) nějakým způsobem zajistit jejich veřejnou ochranu. Jako památný byl tis (i okolní) vyhlášený roku 2003, v databázi památných stromů AOPK ČR však dosud tyto tisy uvedeny nejsou.

## Historie a pověsti
Podle pověsti, kterou zachytila Helena Mičkalová, zakopal hospodář z blízkého gruntu u tisu hrnec s penězi. Se svojí ženou vychovávali nevlastního syna, který je ale nakonec vyhnal ze statku. Když se totiž hospodářově manželce narodilo vlastní dítě, obával se, že by se s ním musel dělit o majetek. Majetek, který získal, zakopal z druhé strany tisu, ale po letech ho stihl stejný osud, který připravil nevlastním rodičům, vyhnal ho jeho vlastní syn. Nakonec odešel k tisu, kde vypustil duši. Od té doby se o půlnoci v okolí tisu a gruntu zjevovala ohnivá koule.

## Další zajímavosti
Stromu měl být věnován prostor v pořadu České televize Paměť stromů (díl číslo 13, Nejen duby, buky a lípy), ale z důvodu omezené stopáže musel být vynechán a dostal se pouze do stejnojmenné knihy.

## Památné a významné stromy v okolí
- Lípa u Karlovského muzea
- Lípa Na Sihle
- Lípy na Machůzkách (2 stromy)
- Buk u Velkých Karlovic

### Památné tisy
- Tis v Beskydě (Velké Karlovice)
- Tis nad Jezerným (Velké Karlovice)
- Stanovnický tis (Nový Hrozenkov)
- Liptálský tis
- Koláčkův tis (Zubří)